# 苟漏县
苟漏县，西汉时期所置，两汉时期属交趾郡，在今越南河内西。隋朝时期废。即苟屚县。治所在今越南河內市石室縣。
《读史方舆纪要》记载：“勾漏城，在安南府西南。汉置苟漏县，属交趾郡。苟漏，与句漏同。后汉亦曰芶漏县。晋仍属交趾郡。葛洪求为勾漏令，即此县也。宋、齐以后因之。隋县废。今石室县是其地。”